# Waiotaka (rivière)
La rivière Waiotaka  (en anglais : Waiotaka River) est un cours d’eau de la région de Waikato dans l’Île du Nord de la Nouvelle-Zélande.

## Géographie
Elle s’écoule vers le nord-ouest à partir de son origine dans la chaîne des Monts Kaimanawa pour atteindre la berge sud du lac Taupo à 5 km au nord-est de la ville de Turangi.